# Тудор Ґеорґе
Тудор Ґеорґе (рум. Tudor Gheorghe, нар.1 серпня 1945, с. Подаруй, жудець Долж, Румунія) — румунський музикант, співак, актор і поет.

## Біографія
Народився в Валахії. Син члена Залізної гвардії. У 1966 закінчив театральний інституту ім. І. Л. Караджале в Бухаресті.
Починав, як актор, на сцені Національного театру в Крайова, пізніше почав складати музику і виступати з концертами. У 1969 здійснив перший національний тур, який приніс йому популярність як представнику сучасної народної музики Румунії. Виконує від румунських народних, релігійних, дитячих і класичних творів до популярної музики.
Відомий, в першу чергу, своєю політичною підосновою в музичній кар'єрі і співпрацею з багатьма відомими представниками румунської поезії кінця XX століття. Його музична діяльність асоціюється в Румунії з антикомуністичними проявами. За свою політичну активність, піддавався серйозній критиці і цензурі в період комуністичного правління Чаушеску. З 1987 йому було заборонено виступати з концертами і записуватися.
Після румунської революції заборона на виступи Ґеорґе була скасована. У 1992 відновив концертну діяльність. З 1998 постійно гастролював і записав більшість своїх концертів, випустив ряд альбомів. Поставив і виконав більше 20 музично-поетичних вистав.

## Нагороди
- Лицарський Хрест ордена Зірки Румунії (2002)
- Орден Республіки (Молдова) (2010)
- Займає 76 місце в списку 100 найвидатніших румунів (Mari Români) (2006)
- Почесний доктор університетів Крайова і Тиргу-Жіу.

## Дискографія

### Студійні альбоми
| Рік  | Альбом                                |
| ---- | ------------------------------------- |
| 1973 | Viața Lumii                           |
| 1975 | Cîntece. De Dragoste, de Țară         |
| 1976 | Veniți, Privighetoarea Cîntă          |
| 1978 | Tudor Gheorghe                        |
| 1989 | Primăvara                             |
| 2001 | Primăvara Simfonic                    |
| 2001 | Toamna Simfonic                       |
| 2002 | Petrecerea cu Taraf                   |
| 2002 | Pe-un Franc Poet                      |
| 2003 | Iarna Simfonic                        |
| 2004 | Diligența cu Păpuși                   |
| 2006 | Trimite Vorbă — Petrecerea cu Taraf 2 |

### Live albums
| Рік  | Альбом                                            |
| ---- | ------------------------------------------------- |
| 1998 | Reîntoarcerea                                     |
| 2000 | Mie-mi Pasă!                                      |
| 2005 | Răsuri și Trandafiri                              |
| 2006 | Cu Iisus în Celulă                                |
| 2006 | În Căutarea Dorului Pierdut                       |
| 2006 | Vara Simfonic                                     |
| 2007 | Calvarul Unei Inime Pribegi                       |
| 2007 | Cand Dumnezeu Era Mai Jos — Petrecerea cu Taraf 3 |
| 2007 | Parfumele Nebunelor Dorinți                       |
| 2013 | Degeaba                                           |
| 2013 | Mahalaua Mon Amour                                |
| 2013 | La Margine de Imperii                             |
| 2013 | Chemarea Păsarii de Acasă                         |